# Elatostema boehmerioides
Elatostema boehmerioides är en nässelväxtart som beskrevs av Wen Tsai Wang. Elatostema boehmerioides ingår i släktet Elatostema och familjen nässelväxter. Inga underarter finns listade i Catalogue of Life.